# 宗英寺 (野田市)
宗英寺（そうえいじ）は、千葉県野田市にある曹洞宗の寺院。

## 概略と沿革
1596年（慶長元年）、関宿藩初代藩主松平康元の開基である。
境内には、松平康元や久世氏時代の藩士で排水路を開削した船橋随庵の墓所がある。また古河公方足利晴氏の五輪塔がある。

## 交通アクセス
- 朝日バス中学校入口バス停留所で下車、徒歩2分。